# Saint-Esprit (Québec)
Saint-Esprit è un comune del Canada, situato nella provincia del Québec, nella regione di Lanaudière.